# Bieżnik (obrus)

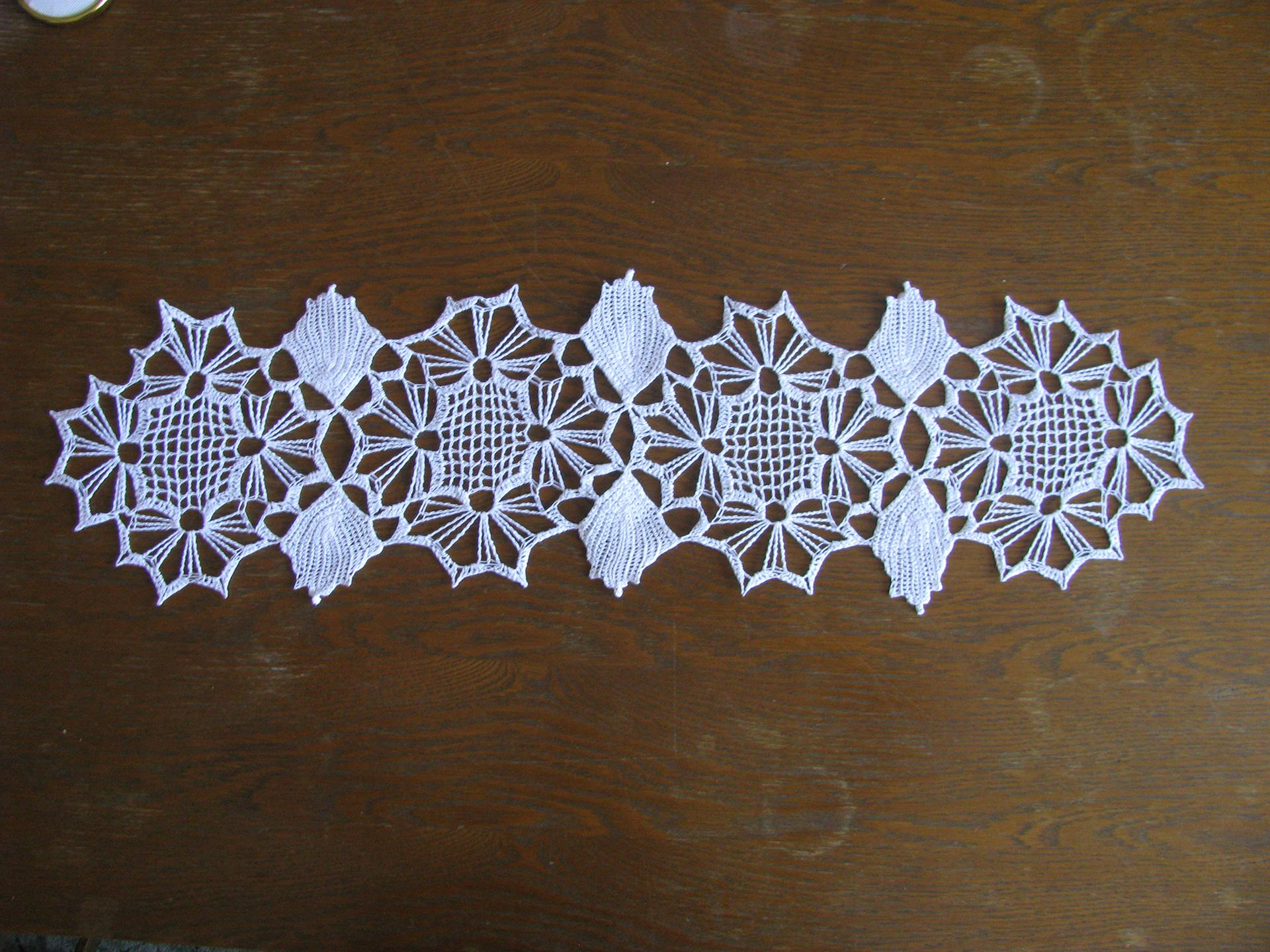
Koronkowy miniaturowy bieżnik z Nowej Wsi Zbąskiej

Bieżnik – podłużna, prostokątna serweta na stół, często bogato zdobiona, koronkowa lub żakardowa, spotykana w sztuce ludowej.